# Phragmipedium schlimii
Phragmipedium schlimii är en orkidéart som först beskrevs av Jean Jules Linden och Heinrich Gustav Reichenbach, och fick sitt nu gällande namn av Robert Allen Rolfe. Phragmipedium schlimii ingår i släktet Phragmipedium och familjen orkidéer.
Artens utbredningsområde är Colombia. Inga underarter finns listade i Catalogue of Life.

## Bildgalleri

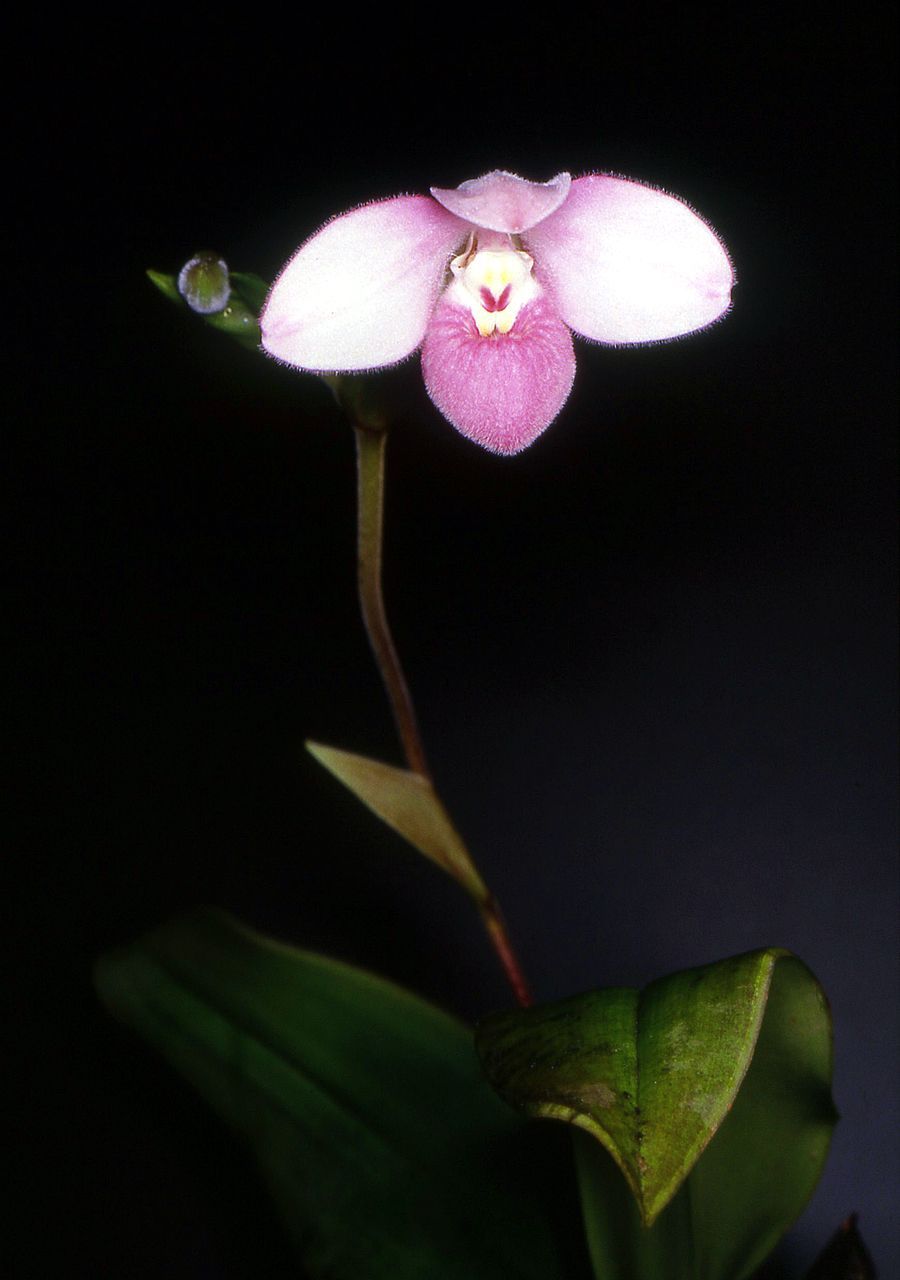
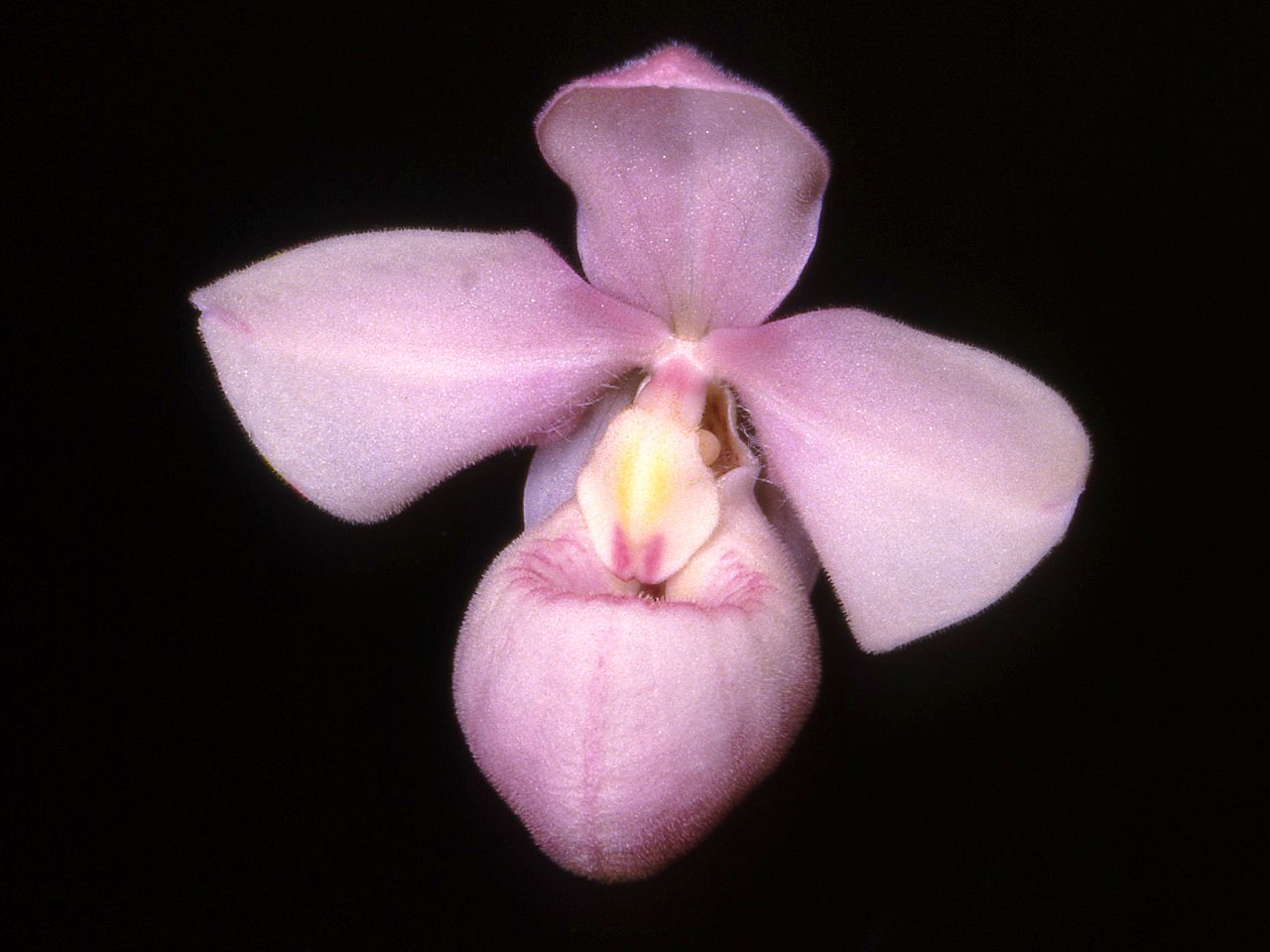
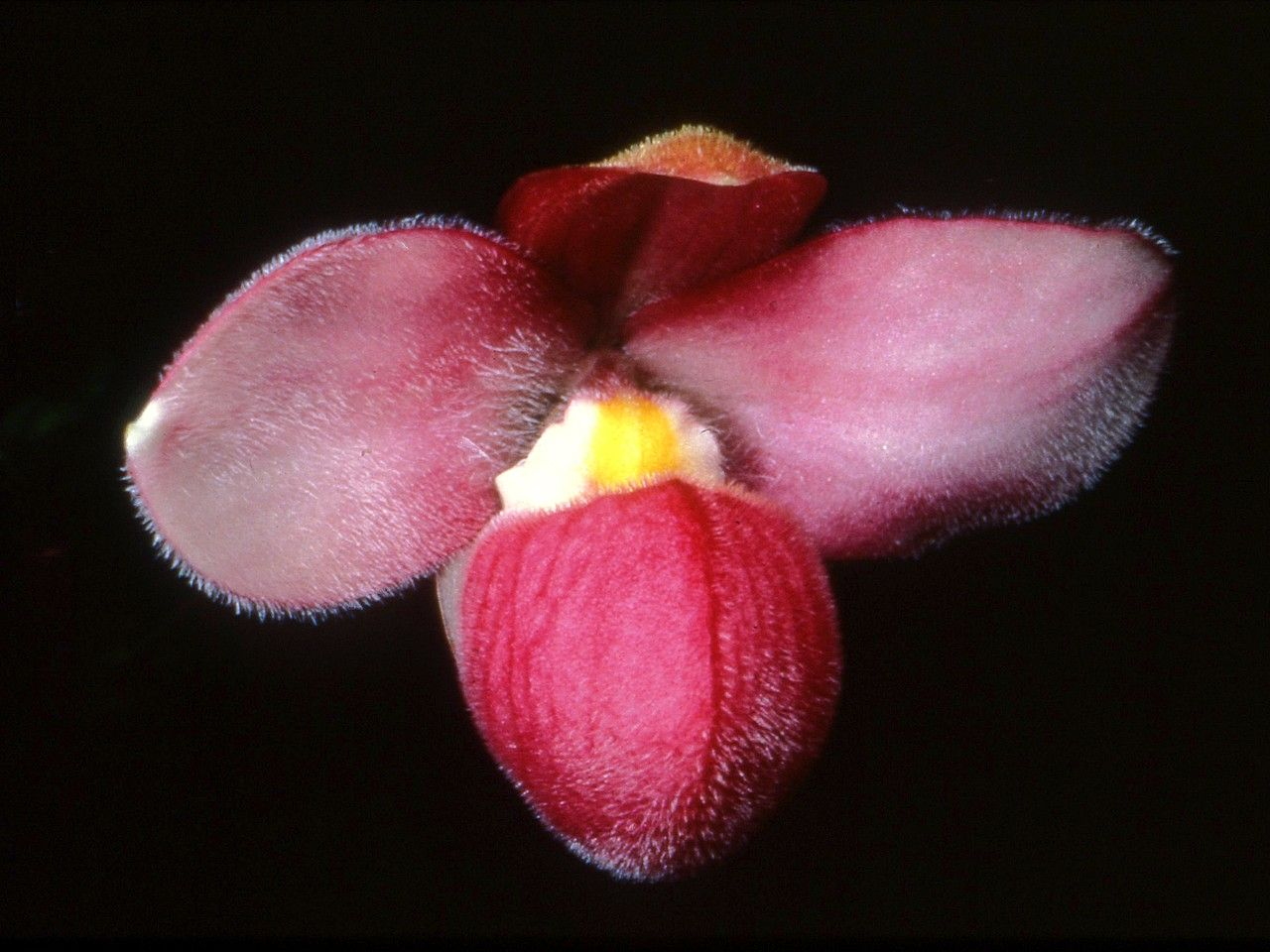
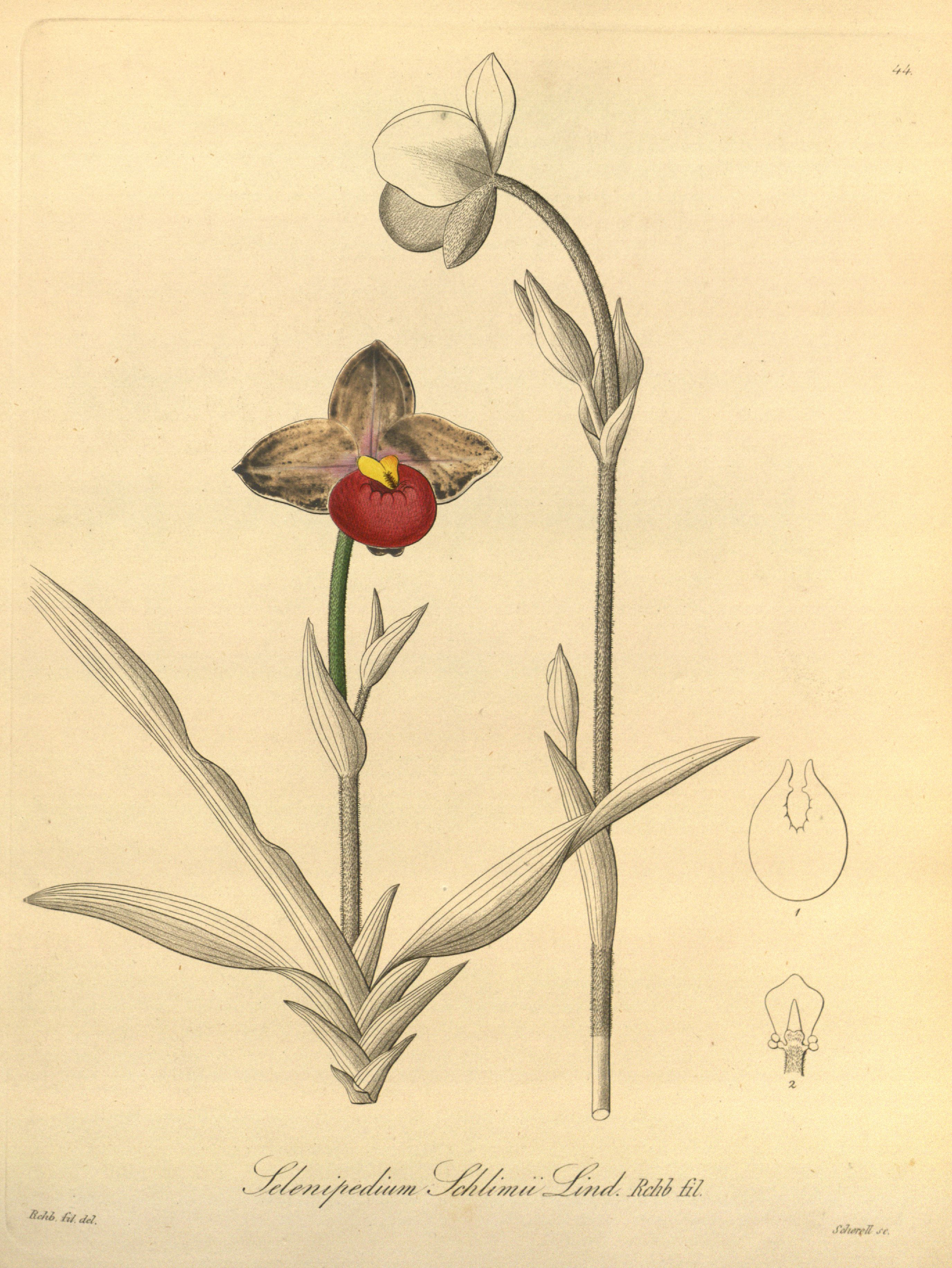
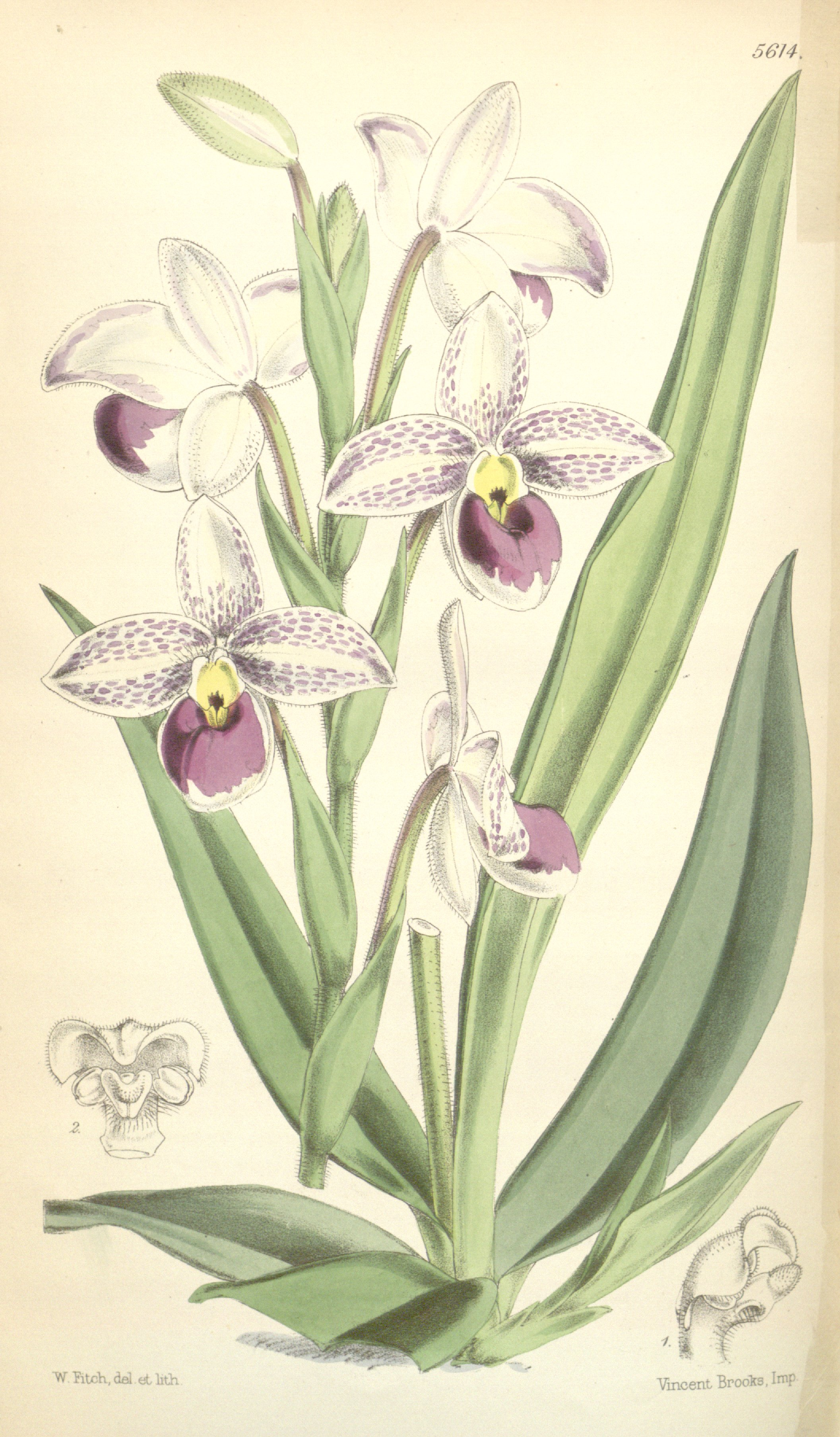
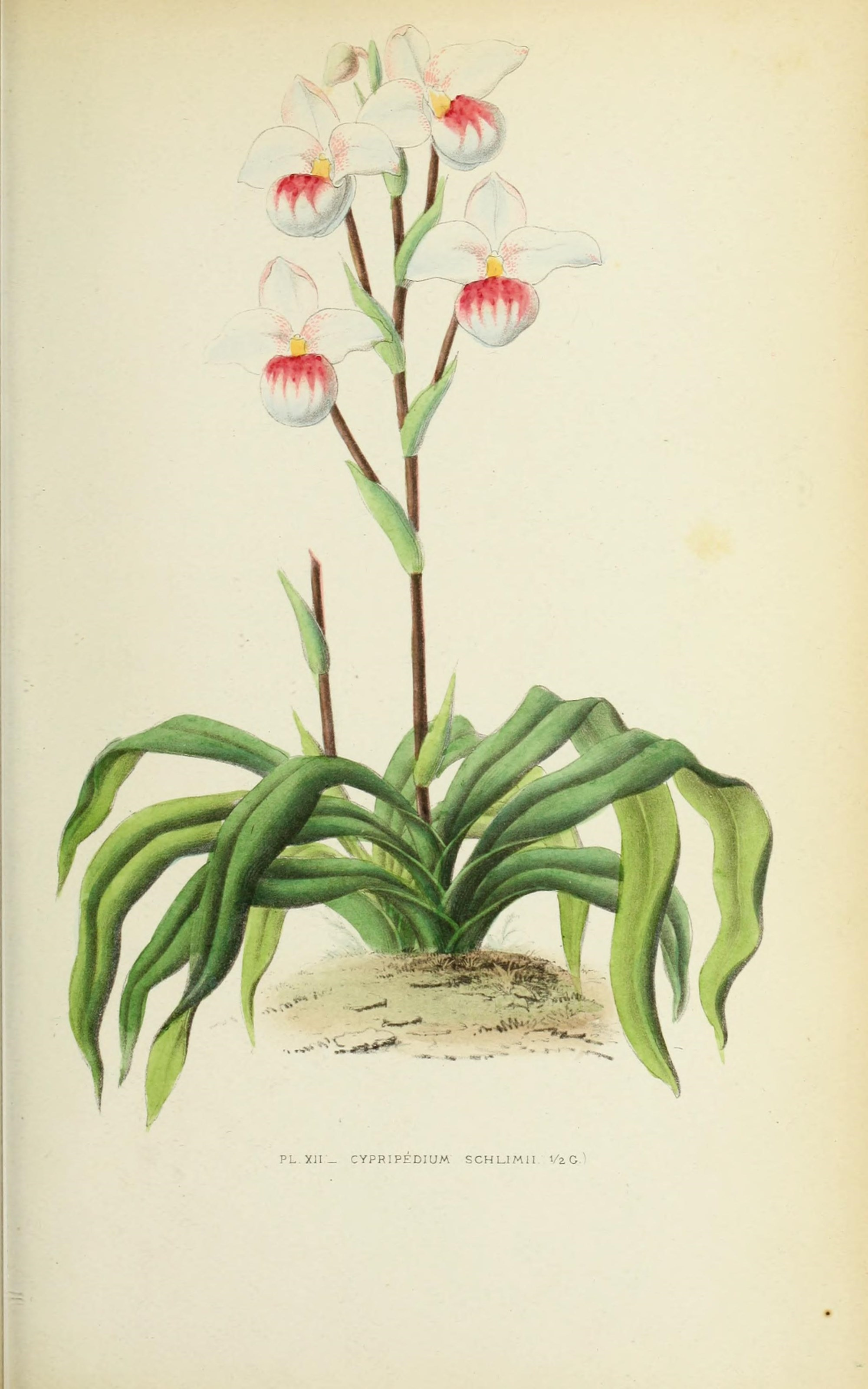